# Антипов, Александр Петрович
Антипов Александр Петрович (1895, Санкт-Петербург — 17 ноября 1945, Москва) — юрист, публицист, участник евразийского движения.

## Биография
Окончил гимназию в Петербурге в 1914 году, в 1914—1916 гг. учился на юридическом факультете Петербургского университета. Окончил ускоренные офицерские курсы при Пажеском корпусе в 1916 г., прапорщик.
Участник Первой мировой войны. В феврале 1918 г. взят в плен немецкими войсками и помещен в лагерь для русских офицеров в Восточной Пруссии. В октябре 1918 г. освобождён; прибыл в Новочеркасск, где вступил в Добровольческую армию. Принимал участие в боях с красными в районе Минеральных Вод.
Осенью 1920 года эвакуировался из Крыма с остатками Русской армии Врангеля в Галлиполи (Турция). В 1921-1923 гг. жил в Софии (Болгария). В августе 1923 года нелегально приехал в Чехословакию, получил разрешение поселиться в Праге, но чехословацкого гражданства не принял.
Являлся членом «Галлиполийского землячества» (1923-29гг.), которое в 1924 году вошло в состав Русского общевоинского союза (РОВС). В 1927 г. завершил своё юридическое образование. Работал служащим на заводе «Шкода» (Прага).

В евразийское движение вступил в 1927 г., в 1929-м избран членом Комитета пражского филиала и назначен его секретарём, в начале 1930-х гг. был исполняющим обязанности председателя. Позднее Антипов рассказывал о причинах «затухания» движения:

Евразийское движение имело мало сторонников, ввиду того, что эмиграция в своём преобладающем большинстве была ярко контрреволюционная и не была способна к восприятию положительного отношения к Советскому Союзу. Многие евразийцы перешли на советскую платформу полностью, для них евразийство служило как бы исходной стадией от белой идеологии к советской. Многие старые члены евразийского движения разъехались в другие государства, а поэтому евразийское движение стало затухать
— Центральный Архив ФСБ России. Документ Р-40030. Лист 10.
Печатался в евразийских изданиях: «Новая эпоха», «Евразийские тетради», выступал с докладами на публичных вечерах и собраниях евразийцев. В черновике письма к одному из лидеров Пражской евразийской группы посткламарского периода К. А. Чхеидзе, Н. А. Сетницкий, касаясь с различий во взглядах правых и левых евразийцев, отмечал:

Ни для кого, кто способен вдумываться в формулировки и высказывания, не может быть секретом, что позиция Ваших друзей сейчас ни практически, ни теоретически не отличается от позиции кламарцев («Левых» евразийцев П. П. Сувчинского, Д. П. Святополка-Мирского, С. Я. Эфрона). Вся разница в том, что они не говорят о Марксе и Федорове и не ведут и не пытаются вести никаких разговоров с советскими представителями. Что же касается высказываний, то доклад Савицкого и выступление Антипова месяца полтора тому назад в полной мере реабилитируют позицию Кламара.
— Письмо Н.А.Сетницкого  к К.А.Чхеидзе. (Между 28 февраля и 2 марта 1934г.), Харбин

В отличие от «отцов-основателей» евразийского движения, молодое поколение в подавляющем большинстве прошло через горнило Гражданской войны в рядах белых армий. В их работах важное место занимает осмысление уроков той братоубийственной войны, в том числе и в работах Антипова, в прошлом — белого офицера. Например, в статье «Белые и красные» Антипов дал тенденциозную трактовку причин Гражданской войны, явившуюся, по его мнению, реакцией русского офицерства на разлагающую армию агитационную работу социалистических партий. В представлении А., белые армии состояли из чуждых политики «бойцов фронта», «испытывающих чувство боли за поруганное достоинство и национальную честь» большевиками-интернационалистами.
В своих статьях выступал как пламенный патриот, посвятивший свою жизнь борьбе за торжество русской идеи:
Те белые, голова которых способна свободно, критически мыслить, а сердце бьётся вместе с сердцем всей России, поняли, что идея отечества должна иметь содержание, что октябрьская революция не есть бессмысленный бунт, но есть мучительное искание того социального уклада, который способствовал бы всему психическому облику русского народа и его историческому прошлому, в котором этот облик выковался. В революции русский народ искал самого себя и сейчас он близок к тому, чтобы себя найти. Найти самого себя значит осознать своё призвание, а призвание русского народа состоит в борьбе за правду жизни, за жизнь в правде, где не должно быть угнетения и эксплуатации, а дружная работа на пользу общего дела. Это и есть социалистический идеал русского народа и содержание русской национальной идеи.

Вину за поражение белого движения Антипов возлагал на политических деятелей, пропагандировавших «старые отжившие западные идеологии» (от монархических до социалистических)в тылу белых армий. Эти «реставраторы» имели полноту гражданской власти в белых представительствах. Именно их деятельность придавала Белому делу реакционную форму, что, про мнению Анипова, не отражало его содержания.
Антипов считал, что белое движение не имело разработанной идеологии, не преследовало политических, социально-экономических целей, а руководствовалось лишь «одной национальной идеей», но эта идея не была наполнена социальным содержанием, тогда как у красных, наоборот, «социальная идея заслоняла национальное чувство». Объединение этих двух принципов: «жертвенной любви к родине» и «высокого социалистического идеала», по мнению Антипова, обеспечит реализацию русской национальной идеи «социальной правды», а поэтому белые и красные должны объединиться и совместно идти к общей цели: устранению нелепостей коммунистической системы и дружно взяться за строительство новой социальной России":

Красные и белые, вернее бывшие красные и белые, настолько друг к другу приблизились, что пора им забыть о том, что они когда — то с ожесточением стремились уничтожить друг друга. Белые знают теперь, что в нынешней Русской армии, каковой белые считают Красную армию, много крепких русских людей, глубоко любящих свою родину. Этим красным пора со своей стороны понять, что среди белых немало людей, близких им по духу. Красным надо понять, что было бы позором для России, если бы не было белого движения, так как это означало бы, что среди русского народа не нашлось людей, не способных равнодушно перенести поругание русского достоинства. Но с другой стороны, Россия не была бы Россией, то есть страной, которая призвана вести за собой остальной мир в его искании социальной правды, если бы она не выделила того социального актива, который стал с оружием в руках бороться против социальной неправды. Не идеологию красную или белую надо иметь в виду, чтобы разгадать смысл гражданской войны, а внутренние мотивы, руководившие белыми и красными.

Эти мысли Антипова, как и взгляды других представителей молодого поколения евразийцев, были созвучны идеям, высказанным ранее Н. В. Устряловым и В. В. Шульгиным. Устрялов ещё в 1920 г. по поводу краха белого движения сказал:

Причины катастрофы лежат несравненно глубже. По-видимому, их нужно искать в других плоскостях. Во-первых, события убеждают, что Россия не изжила еще революции, то есть большевизма, и воистину в победах советской власти есть что-то фатальное, будто такова воля истории. Во-вторых, противобольшевистское движение силою вещей слишком связало себя с иностранными элементами и поэтому невольно окружило большевиков известным национальным ореолом, по существу, чуждым его природе. Причудливая диалектика истории неожиданно выдвинула советскую власть с её идеологией интернационализма на роль национального фактора современной русской жизни, — в то время как наш национализм, оставаясь непоколебимым в принципе, потускнел и поблек на практике, вследствие своих хронических альянсов с так называемыми «союзниками»

Вслед за другими евразийцами Антипов, сообразно евразийским представлениям об эволюции социалистической революции, верил в её перерождение из коммунистической в национальную. В политическом отношении, по мнению Антипова, это приведет к превращению советской «полуаристократической», в силу значительной роли пролетарского происхождения, «псевдоидеократии» в подлинную идеократию как реализацию евразийского идеала правления «ведущего слоя», «способного учитывать интересы всех социальных групп государства, оценивая их с точки зрения их функционального значения в отношении общества как целого». В экономическом — к созданию в рамках идеократии «гармоничного» планового хозяйства на основе «глубоко разработанного мировоззрения, вытекающего из сущности народа», что будет отличать его от плановости «безыдейных» диктатур.
Особое внимание в своих теоретических поисках Антипов уделял разработке концепции идеократического господства. Отталкиваясь от традиционного или «усложненного» евразийского определения идеократии, как «государства, в котором правящий слой образуется и пополняется по признаку исполнения идеи подчинения ей „подданства“», Антипов, как Н. С. Трубецкой и Савицкий, в середине 1930-х гг. не видел в современном ему мире признаков развития государств в идеократического типа в «подлинную идеократию», за исключением СССР, поскольку его политические границы совпадали с естественными контурами месторазвития России — Евразии".

Данное положение Антипова было сообразно евразийским представлениям о том, что истинная идеократия возможна лишь в рамках автаркичного мира, ибо правящий слой «как активный нумен нации или группы наций» является выразителем воли всего их органического «жизненного пространства» — месторазвития.
Эти мысли подкреплялись цитатами из произведений основателя журнала «Видерштанда» (‘’нем.’’Widerstand) Э. Никиша, в к-рое заявлялось, что Германия должна объединиться с Россией для возвращения себе «Потсдамской идеи» эпохи Фридриха II. Причем в этом «германо-славянском единстве, который будет простираться до Тихого океана», по Никишу, «германский субстрат будет повелевающим, творческим элементом», что обязательно приведет «к борьбе между Германией и Россией за гегемонию в пределах восточного культурного и политического мира» (Антипов А.П . Новые пути Германии… С. 42).
Отсюда Антипов делал вывод, что отношение «молодой» Германии к России двойственное как к «учителю и объекту».
Интерес Антипова к немецким консервативным революционерам был не только теоретическим. Он пытался наладить прямой контакт с некоторыми из них: вел переговоры с лидером группировки «Дер Гегнер» («Противник») X. Шульце-Бойзеном по поводу публикаций евразийских статей на страницах одноимённого журнала, посылал программные положения евразийцев в «Ди Тат»

2 июня 1945 г. Антипов был арестован в Праге сотрудниками военной контрразведки «СМЕРШ» 1-го Украинского фронта по обвинению «в принадлежности к контрреволюционной организации». Сведения, сообщенные Антиповым в ходе допросов, позволяют уточнить ряд событий, связанных с деятельностью евразийского движения. Например, на допросе 21 августа 1945 г. Антипов рассказал о причинах поездки Савицкого в Советскую Россию и дальнейших шагах евразийцев.

Имея намерение лично установить связь с оставшимся с СССР антисоветским элементом и организовать работу против Советской власти, Савицкий в конце 1926 г. нелегально перешёл государственную границу СССР и проник в Москву. Будучи в Москве, Савицкий установил связь с Монархистом Ланговым, совместно с которым и создал антисоветскую организацию. Кто входил в состав этой организации, Савицкий не говорил. Помимо создания подпольной антисоветской организации, Савицким а Ланговым была также разработана программа «Евразийского движения», в которой одним из первых пунктов стоял вопрос о свержении Советской власти. … Возвратившись за границу, Савицким в Париже было созвано совещание «Высшего Евразийского совета», на котором рассматривалась представленная на утверждение им программа организации. Эта программа после соответствующей поправки была одобрена «Советом» и принята к руководству.
— Центральный Архив ФСБ России. Документ Р-40030. Лист 10.
Решением Особого совещания при НКВД СССР от 20 октября 1945 года приговорен к 10 годам ИТЛ. По данным МВД СССР, скончался в Бутырской тюрьме от воспаления лёгких.
Реабилитирован заключением Прокуратуры СССР от 28 февраля 1991 г.